# Сморгонский литейно-механический завод
КУП «Сморгонский литейно-механический завод» — промышленное предприятие, расположенное в городе Сморгонь Гродненской области Белоруссии, производитель чугунного литья строительного назначения. Наиболее известной продукцией завода являются канализационные люки, которые можно встретить во многих городах европейской части бывшего СССР.

## История
Предприятие начало свою деятельность в 1946 году, как один из участков Сморгонского райпромкомбината. Литейное производство организовано в 1952 году. Была установлена плавильная печь ваграночного типа небольшой производительности — одна тонна жидкого металла в час, и начато производство мелкого чугунного литья: втулки и ступицы колёс, детали соломорезок, а затем освоен выпуск печного литья и канализационных люков. В 1972 году был введен в эксплуатацию производственный корпус литейного цеха, произведена замена маломощной вагранки двумя более мощными печами, производительностью по 5 тонн жидкого металла в час и организована работа литейного цеха в двухсменном режиме, благодаря этому ежегодно наращивался объём производства. В январе 1981 года литейно-механический цех «Сморгонь» был переименован в «Сморгонский литейно-механический завод», получив статус промышленного предприятия.
После кризиса 1990-х годов на заводе приступили к модернизации производства. В 2005 году произведена замена обеих вагранок и системы очистки пылегазовых выбросов. На следующем этапе планируется техническое перевооружение участка заливки горячего металла в литейном цеху, копровой установки по переработке чугунного лома, обновление станочного и автомобильного парка. С 2001 по 2008 годы предприятием освоены и запущены в производство 35 новых видов продукции. В настоящее время Коммунальное унитарное предприятие «Сморгонский литейно-механический завод» является самостоятельным хозяйственным субъектом, владеющим правом юридического лица; относится к собственности Сморгонского района. В начале 2009 года партия канализационных люков с олимпийской символикой была поставлена в Сочи.

## Продукция

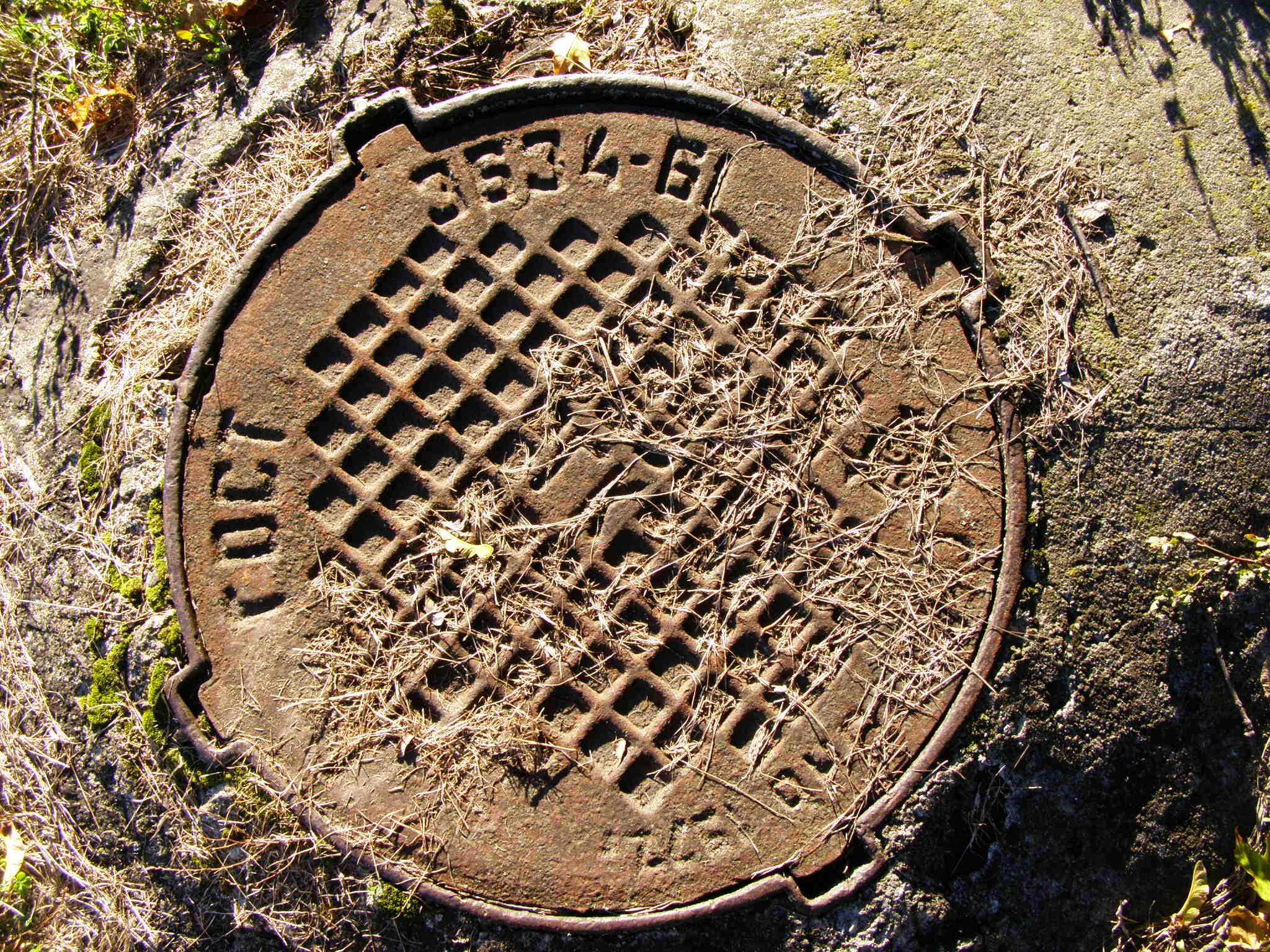
Созданный на предприятии люк

- Люки канализационные, люки для кабельных колодцев телефонной сети, дождеприемники;
- Урны парковые, ножки парковых скамеек;
- Печное литьё (плиты, конфорки, духовки, колосники, дверки, вьюшки);
- Плитка чугунная для пола, плита трамвайная;
- Решётки для балконов и ограждений;
- Изделия из чугуна на заказ.